# Erysimum bonannianum
La violaciocca di Bonanno (Erysimum bonannianum C.Presl, 1826) è una pianta appartenente alla famiglia delle Brassicacee, endemica della Sicilia.

## Etimologia
Il nome della specie è un omaggio a Giovanni Bonanno (sec. XVIII), botanico di Misilmeri (PA).

## Descrizione
Pianta alta 8–32 cm che alla fioritura raggiunge i 12–60 cm, con fusto eretto semplice o raramente ramoso con tunica più o meno sviluppata.

### Foglie
Rosette sterili presenti, con foglie lineari-spatolate a strettamente lanceolate (2-4 x 20–60 mm), picciuolate, generalmente intere; foglie cauline molto spaziate, le superiori generalmente con fascetti ascellari; lamina strettamente lanceolata a lineare (1-4,5  x 10–42 mm), da intera acuta a subpungente.

### Fiori
Infiorescenza con circa 4-12 fiori debolmente profumati sull'asse principale e raramente con 1-5 rami laterali; peduncoli 1–2 mm (2,5-4,5 in fase di fruttificazione); sepali strettamente obovati (1,3-1,8 x 6–8 mm); petali giallo chiari, da spatolati a cuneati (3-3,6 x 14–18 mm).

### Frutti
I frutti sono silique eretto-patenti o subpatenti, 4 angolari con spigoli glabrescenti (1-1,3 x 24–61 mm); stilo 2–4 mm; stima capitato.

## Biologia
Emicriptofita bienne. Fiorisce tra aprile e giugno.

## Distribuzione e habitat
Cresce i prevalenza su rupi e litosuoli calcarei da 750 a 1.975 m s.l.m.